# Gemeindehaus Fehrenbach

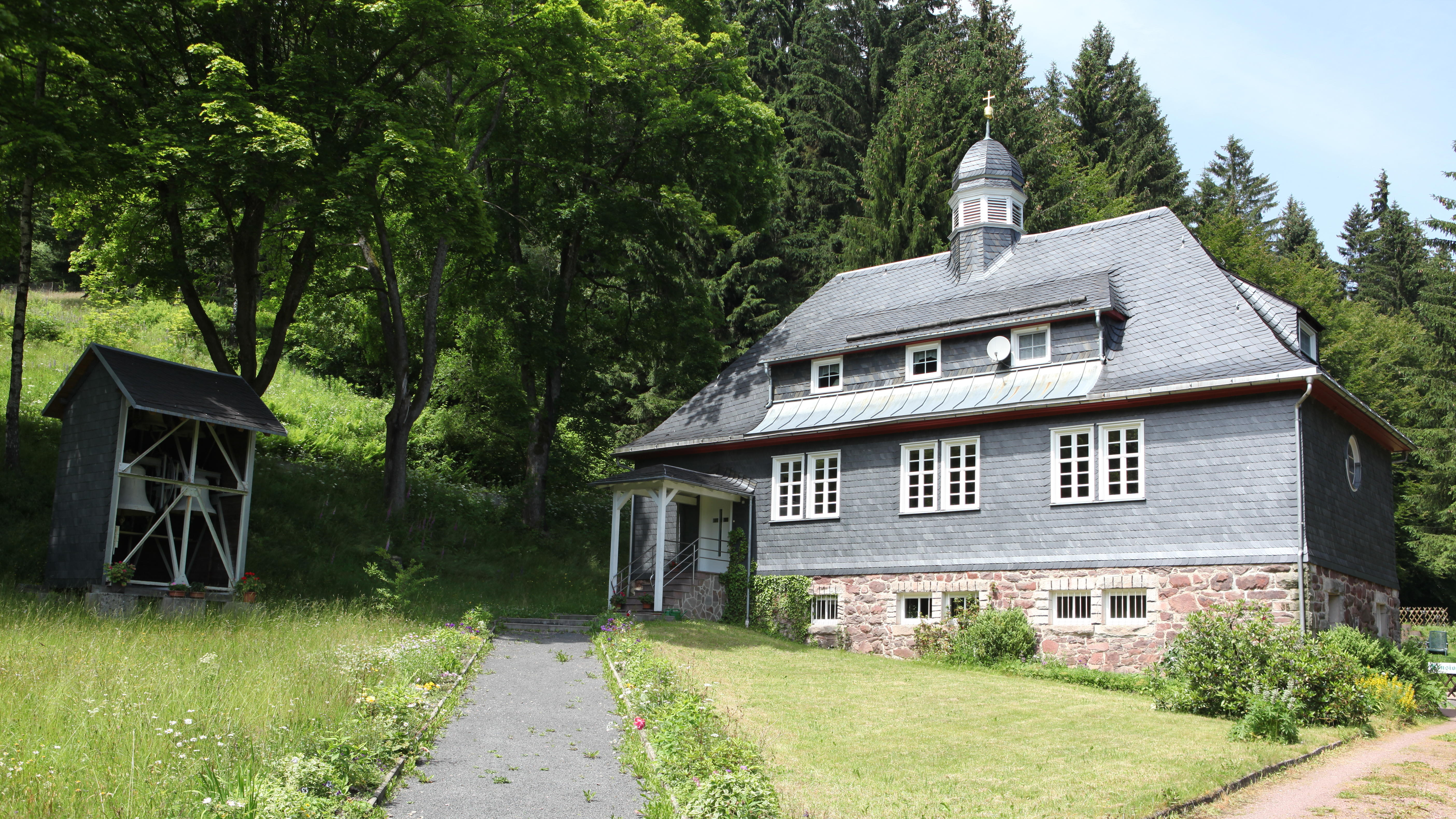
Das ev. Kirchengemeindehaus

Das evangelische Gemeindehaus Fehrenbach steht im Ortsteil Fehrenbach der Gemeinde Masserberg im Landkreis Hildburghausen in Thüringen.
Bis 1933 gab es in Fehrenbach keine Kirche. Die Gläubigen und alle anderen Bewohner gingen zu kirchlichen Anlässen in das benachbarte Heubach. Deshalb plante seit Anfang des 20. Jahrhunderts die Gemeinde ein öffentliches Mehrzweckhaus auch für gottesdienstähnliche Feiern und Trauerfeiern  auf dem ebenfalls neu angelegten Friedhof. 1933 wurde das Kirchengemeindehaus erbaut.
Es liegt am Rande des Dorfes Richtung Heubach, umgeben von Wald und Wiesen. Es ist ein freistehendes  größeres Haus mit Walmdach und Mansarden und einem mittigen Dachreiter. Die Glocken befinden sich in einem vor dem Gebäude stehenden eisernen Glockenstuhl. 1962 wurde er mit drei Stahlglocken versehen. Auch die alte Bronzeglocke aus dem Dachreiter steht seitdem hier. 